# I Shot Billy the Kid
I Shot Billy the Kid è un film del 1950 diretto da William Berke.
È un western statunitense con Don 'Red' Barry, Robert Lowery e Wally Vernon.

## Produzione
Il film, diretto da William Berke su una sceneggiatura di Orville H. Hampton, fu prodotto dallo stesso Berke tramite la Donald Barry Productions e girato nel Vasquez Rocks Natural Area Park ad Agua Dulce, California, dall'aprile del 1950.

## Distribuzione
Il film fu distribuito negli Stati Uniti dal 27 luglio 1950 al cinema dalla Lippert Pictures.
Altre distribuzioni:
- nelle Filippine il 9 aprile 1952
- in Germania Ovest il 25 luglio 1952 (Billy, der Bandit)
- in Francia il 15 ottobre 1952 (J'ai tué Billy le Kid)

## Promozione
Le tagline sono:
- TRUE, UNTOLD STORY OF THE OUTLAW TERRORIST!
- The TRUE story of New Mexico's most fabulous Outlaw!
- FLAMING TERROR Of The Lincoln County Wars!